# Scaphetus brunneus
Scaphetus brunneus är en insektsart som beskrevs av Evans 1966. Scaphetus brunneus ingår i släktet Scaphetus och familjen dvärgstritar. Inga underarter finns listade i Catalogue of Life.